# 斯特羅伯里鎮區 (阿肯色州夏普縣)
斯特羅伯里鎮區（英語：Strawberry Township）是位於美國阿肯色州夏普縣的一個行政鎮區。

## 地方資料
斯特羅伯里鎮區的面積為49.27平方千米，當中陸地面積為49.22平方千米，而水域面積為0.05平方千米。根據2010年美國人口普查的數據，當地共有人口184人，而人口密度為每平方千米3.73人。